# Pavana
Pavana je dvorni ples, ki se je pojavil v 16. stoletju. Izhaja iz Italije, najverjetneje iz Padove. Muzikologi domnevajo, da je naziv pavana modificirana oblika naziva Padovana.
Pavana je počasen ples, večinoma v dvodobnem taktu, in se večinoma pojavlja v kombinaciji s hitrejšimi plesi (npr. galiarda ali saltarella). Njena zgradba je aabbcc ali aabbccdd, itd. Po zgodovinskih pročevanjih je bila v uporabi samo ob velikih svečanostih. V umetni glasbi jo je mogoče prvič najti v delu Joana Ambrosie Dalza (1508-?), »Intabolatura de lauto«. Hitro je postala popularna v svetu, najbolj pa v Angliji med tako imenovanimi virginalisti.
Slavno skladbo s tem naslovom je napisal tudi Maurice Ravel (Pavane pour une infante defunte; Pavana za umrlo prestolonaslednico).